# Agathia batjanensis
Agathia batjanensis är en fjärilsart som beskrevs av Louis Beethoven Prout 1932. Agathia batjanensis ingår i släktet Agathia och familjen mätare. Inga underarter finns listade i Catalogue of Life.